# Sportjahr 1914
Liste der Sportjahre

◄◄ | ◄ | 1910 | 1911 | 1912 | 1913 | Sportjahr 1914 | 1915 | 1916 | 1917 | 1918 | ► | ►►

Weitere Ereignisse

## Ereignisse

### Badminton
Höhepunkte des Badmintonjahres 1914 waren die All England, die Irish Open und die Scottish Open.

#### Internationale Veranstaltungen
| Veranstaltung | Herreneinzel       | Dameneinzel            | Herrendoppel                        | Damendoppel                                 | Mixed                                     |
| ------------- | ------------------ | ---------------------- | ----------------------------------- | ------------------------------------------- | ----------------------------------------- |
| All England   | Guy Sautter        | Lavinia Clara Radeglia | Frank Chesterton George Alan Thomas | Margaret L. Rivers Tragett Eveline Peterson | George Alan Thomas Hazel Hogarth          |
| Irish Open    | George Alan Thomas | -                      | Robert Plews George Alan Thomas     | Lavinia Clara Radeglia C. Pearson           | George Alan Thomas Hazel Hogarth          |
| Scottish Open | George Alan Thomas | Lavinia Clara Radeglia | George Alan Thomas Frank Chesterton | Lavinia Clara Radeglia K. M. Cochrane       | George Alan Thomas Lavinia Clara Radeglia |

### Baseball

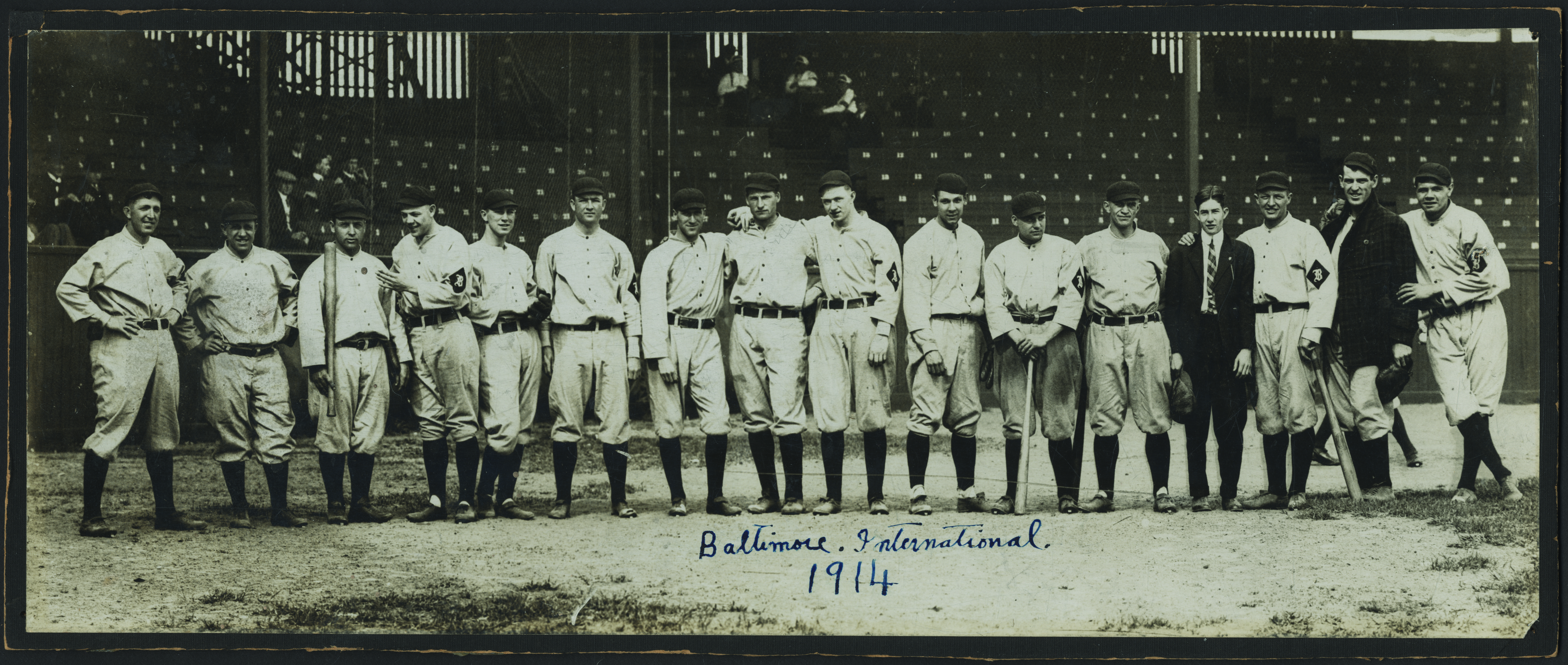
Teamphoto der Baltimore Orioles für die Saison 1913/14

- 22. April: Babe Ruth spielt sein erstes Profibaseball-Match für die Baltimore Orioles.
- 8. Juni: Das Comitê Olímpico do Brasil und die Federação Brasileira de Sports werden in Rio de Janeiro gegründet.

### Fußball

#### Fußballverbände
- 31. März: In Portugal wird die Federação Portuguesa de Futebol mit Sitz in Lissabon gegründet.
- 18./19. Juli: Der Verband Süddeutscher Fußball-Vereine nimmt dem Namen Süddeutscher Fußball-Verband an.

#### Deutsche Fußballmeisterschaften
- 29. März: Die SpVgg Fürth gewinnt die süddeutsche Fußballmeisterschaft 1913/14. Torschützenkönig Karl Franz stirbt schon am 4. September an der Front.
- Westdeutsche Fußballmeisterschaft 1913/14
- Die deutsche Fußballmeisterschaft 1913/14 ist die letzte Meisterschaft vor Beginn des Weltkriegs. Die SpVgg Fürth besiegt den VfB Leipzig im Endspiel am 31. Mai mit 3:2 nach Verlängerung. Ab August wird der Fußballbetrieb im Deutschen Reich eingestellt.

#### Weitere nationale Fußballmeisterschaften
- 10. Mai: Bei der Schweizer Fussballmeisterschaft 1913/14 wird der FC Aarau zum zweiten Mal Schweizer Meister.
- 29. Juni: Der Wiener AF gewinnt die Österreichische Fußballmeisterschaft 1913/14 punktegleich vor dem SK Rapid Wien wegen mehrerer gewonnener Spiele. Der letztplatzierte First Vienna FC 1894, der damit automatisch in die 2. Spielklasse absteigen müsste, eine Regel, die der Verein selbst in dieser Form federführend beantragt hat, gründet daraufhin mit einigen anderen Mannschaften den Konkurrenzverband Fußball-Union der Österreichischen Völker.
- Casale FBC gewinnt zum ersten und einzigen Mal die von der Federazione Italiana Giuoco Calcio durchgeführte Italienische Fußballmeisterschaft 1913/14. Im in zwei Spielen ausgetragenen Finale am 5. und 12. Juli besiegt die Mannschaft aus Casale Monferrato Lazio Rom mit einem Gesamtergebnis von 11:1.
- 26. August: Italienische Einwanderer gründen in Brasilien den Fußballverein Palmeiras São Paulo.

### Leichtathletik
- 2. Mai: Edward Beeson, USA, springt im Hochsprung der Herren 2,01 m.
- 14. Juli: Willie Applegarth, Großbritannien, läuft die 200 Yards der Herren in 21,2 s.
- 5. August: Jonni Myyrä, Finnland, erreicht im Speerwurf der Herren 63,29 m.
- Die 1912 gegründete International Amateur Athletics Federation (IAAF) gibt die erste Liste der Leichtathletik-Weltrekorde heraus. Da die Federation den Frauensport ablehnt, sind darin nur 95 Männerweltrekorde enthalten.

### Radsport

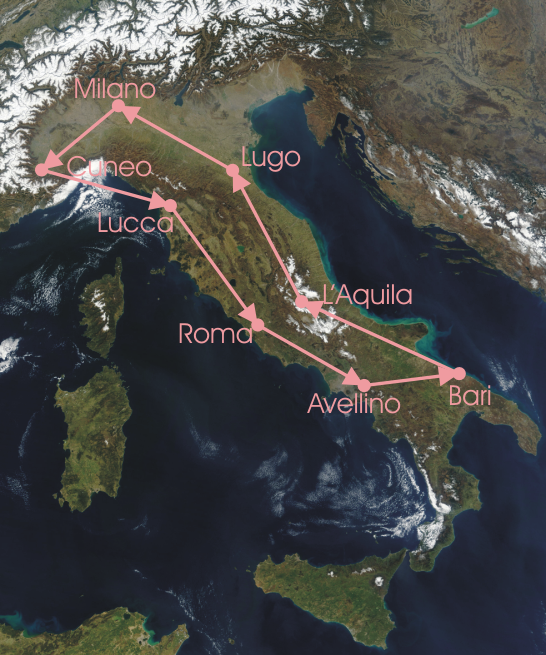
Streckenverlauf des Giro

- 24. Mai bis 7. Juni: Alfonso Calzolari gewinnt den Giro d’Italia 1914, den letzten Giro d’Italia vor dem Ersten Weltkrieg.

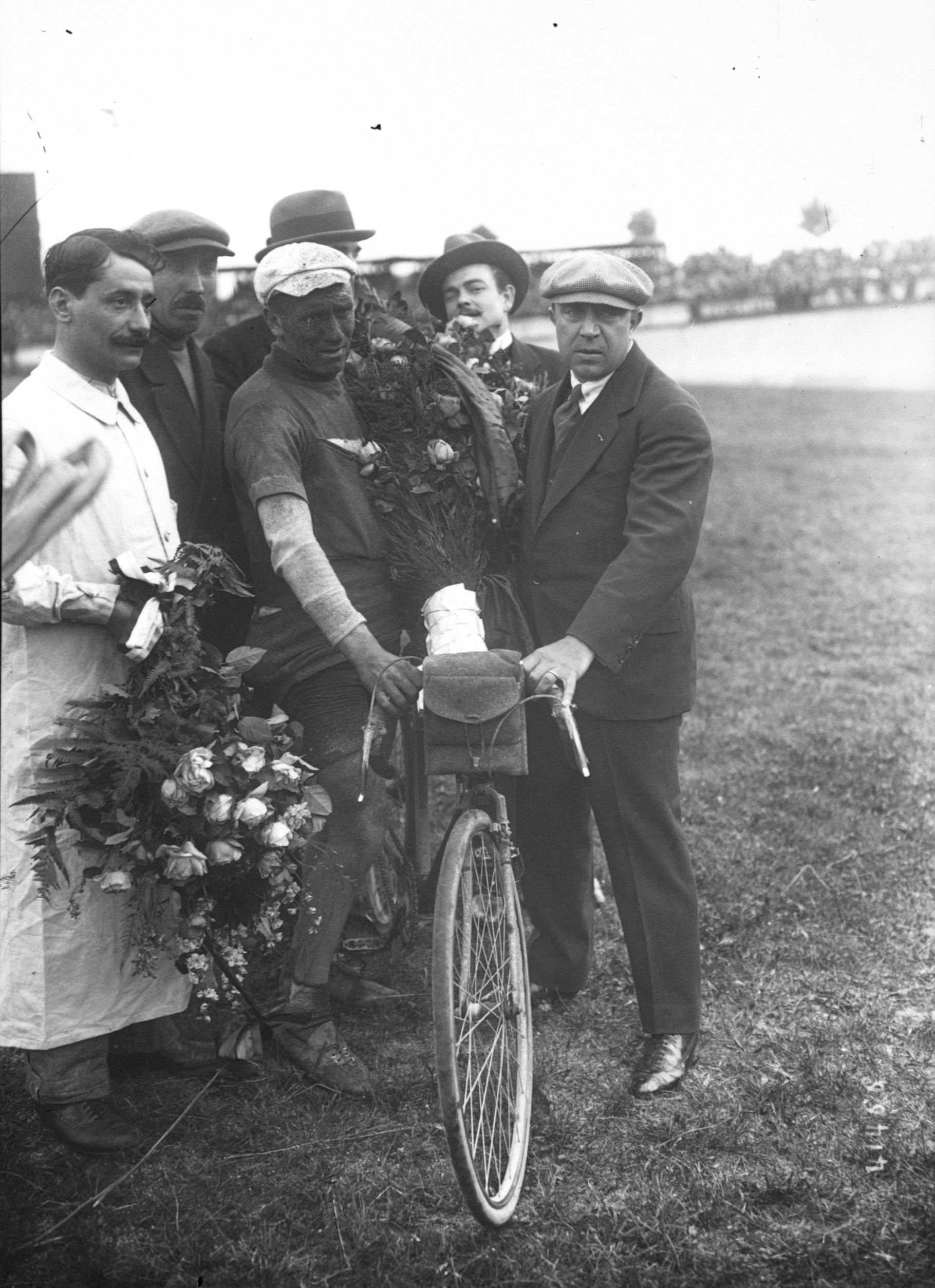
Thys nach der Zielankunft in Paris

- 28. Juni bis 26. Juli: Der Belgier Philippe Thys gewinnt zum zweiten Mal in Folge die Tour de France. Am Tag der ersten Etappe wird Franz Ferdinand von Österreich-Este in Sarajevo ermordet, was den Ersten Weltkrieg auslöst. Viele Teilnehmer werden nach der Tour wegen der Generalmobilmachung zum Militär eingezogen. Bis 1919 gibt es keine Tour de France.
- Auch der zweite Circuit du Midi wird parallel zur Tour de France ausgetragen. Wie im Vorjahr gewinnt Frank Henry.
- 2. August: Bei den UCI-Bahn-Weltmeisterschaften 1914 in Kopenhagen wird nur ein Steherrennen für Amateure ausgetragen. Die meisten Wettbewerbe können nicht stattfinden, da viele Teilnehmer ihre Einberufungsbescheide erhalten haben und vor Beginn der Weltmeisterschaft wieder abgereist sind. Weltmeister wird der Niederländer Cor Blekemolen.
- Die Distanzradfahrt Wien–Berlin wird zum sechsten und letzten Mal durchgeführt. Sieger wird der Deutsche Erich Aberger.

### Rudern
- 28. März: Cambridge besiegt Oxford im Boat Race in 20′23″. Es ist das letzte Rennen für sechs Jahre.

### Schach

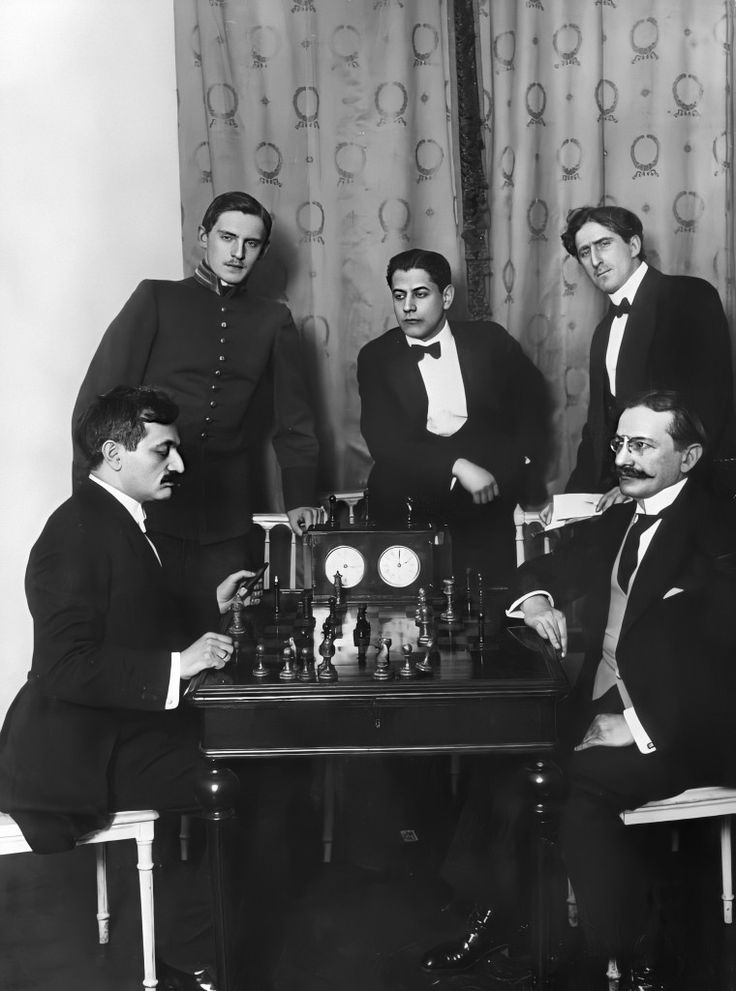
Aljechin, Capablanca und Tarrasch (stehend), Lasker und Marshall (sitzend, alle v. l. n. r.) während des Turniers

- Das Schachturnier zu Sankt Petersburg 1914 gilt als eines der bedeutendsten internationalen Schachturniere überhaupt. Der amtierende Weltmeister Emanuel Lasker gewinnt es nach teilweise spektakulärem Verlauf.

### Schwimmen
- 28. Juli: Percy Courtman, Vereinigtes Königreich, schwimmt die 200 Meter Brust der Männer in Garston in 02:56,6 min.

### Tennis
- 22. Juni bis 4. Juli: Wimbledon Championships 1914
- 13. bis 15. August: International Lawn Tennis Challenge 1914

### Wintersport

#### Eishockey
- 16. bis 18. Januar: Eishockeyturnier in Les Avants 1914
- 20. bis 22. Januar: Die LIHG-Meisterschaft 1914, die dritte und letzte LIHG-Meisterschaft findet unter dem Namen Coupe de Chamonix 1914 in Chamonix statt. Der Princes Ice Hockey Club, die Mannschaft Großbritanniens, gewinnt das Turnier mit einer Bilanz von 3 Siegen aus ebenso vielen Spielen. Weitere teilnehmende Mannschaften sind der Club des Patineurs de Paris, die Spielgemeinschaft Česká sportovní společnost/SK Slavia Prag und der Berliner Schlittschuhclub als Titelverteidiger.
- 25. bis 27. Februar: Die böhmische Eishockeynationalmannschaft gewinnt die Eishockey-Europameisterschaft 1914 in Deutschland, an der nur drei Mannschaften teilnehmen.

#### Eiskunstlauf
- 24./25. Januar: Die Eiskunstlauf-Weltmeisterschaften 1914 der Damen und der Paare werden in St. Moritz abgehalten. Die Ungarin Opika von Méray Horváth siegt in der Damenkonkurrenz vor der Österreicherin Angela Hanka. Das finnische Ehepaar Ludowika und Walter Jakobsson dominiert den Paarlauf vor zwei österreichischen Paaren.
- 1./2. Februar: Der Österreicher Fritz Kachler gewinnt die Eiskunstlauf-Europameisterschaft 1914 in Wien, bei der es nur eine Herrenkonkurrenz gibt.
- 21./22. Februar: Der Schwede Gösta Sandahl gewinnt die Eiskunstlauf-Weltmeisterschaften 1914 der Herren in Helsinki vor den beiden Österreichern Fritz Kachler und Willy Böckl.

#### Rodeln
- 1./2. Februar: Am Jeschken in Reichenberg werden die ersten Rennrodel-Europameisterschaften ausgetragen. Rudolf Kauschka aus Österreich gewinnt die Rennrodel-Europameisterschaften 1914 im Einzel, bei dem 88 Rodler am Start sind. Ach der Doppel-Wettbewerb geht an Österreich.

#### Skilauf
- In Garmisch-Partenkirchen werden zum vorläufig letzten Mal Deutsche Skimeisterschaften ausgetragen.

### Sonstiges
- 10. Juli: Das Comitato Olimpico Nazionale Italiano wird gegründet.

## Geboren

### Januar
- 01. Januar: Alfred Rosesco, US-amerikanischer Handballspieler († 1985)
- 05. Januar: Ingvar Ericsson, schwedischer Radrennfahrer († 1995)
- 05. Januar: Gedeon Ladányi, ungarischer Eisschnellläufer († 1990)
- 05. Januar: Karl Wölfl, österreichischer Radrennfahrer († 2004)
- 07. Januar: Asakuma Yoshirō, japanischer Leichtathlet († 2008)
- 07. Januar: Kim Jeong-yeon, japanischer Eisschnellläufer und Sportfunktionär († 1992)
- 07. Januar: Bobby McDermott, US-amerikanischer Basketballspieler († 1963)
- 08. Januar: Herman Pilnik, deutsch-argentinischer Schachmeister († 1981)
- 09. Januar: Brian MacCabe, britischer Leichtathlet († 1992)
- 09. Januar: Adolf Urban, deutscher Fußballspieler († 1943)
- 11. Januar: Fritz Ruland, deutscher Radrennfahrer und Radsportfunktionär († 1999)
- 11. Januar: Paul Valcke, belgischer Fechter († 1980)
- 14. Januar: Taylor Drysdale, US-amerikanischer Schwimmer († 1997)
- 14. Januar: Fritz Kläger, deutscher Motorradrennfahrer und -konstrukteur († 2007)
- 15. Januar: Gyula Kluger, ungarischer Schachspieler († 1994)
- 15. Januar: René Le Bègue, französischer Automobilrennfahrer († 1946)
- 15. Januar: Harry Mehlhose, deutscher Leichtathlet († 1976)
- 17. Januar: Lennart Andersson, schwedischer Leichtathlet († 1997)
- 17. Januar: Kawamoto Taizō, japanischer Fußballspieler († 1985)
- 17. Januar: Yamada Shinzō, japanischer Skisportler und Skisportfunktionär († 2000)
- 18. Januar: Jang U-Shik, japanischer Eisschnellläufer († unbekannt)
- 18. Januar: Wilhelm Mahlow, deutscher Ruderer († 1999)
- 19. Januar: Bob Gerard, britischer Automobilrennfahrer († 1990)
- 19. Januar: Heinz Hasselberg, deutscher Radrennfahrer († 1989)
- 20. Januar: Miloslav Loos, tschechoslowakischer Radrennfahrer († 2010)
- 22. Januar: Sawa Gertschew, bulgarischer Radrennfahrer († unbekannt)
- 24. Januar: Hans Cattini, Schweizer Eishockeyspieler († 1987)
- 28. Januar: Herbert Schmidt, deutscher Ruderer († 2002)
- 29. Januar: Tadano Hiroshi, japanischer Skilang- und Skirennläufer († 1986)
- 31. Januar: Marianne Mahlberg, deutsche Ruderin († 1981)
- 31. Januar: Åke Stenqvist, schwedischer Leichtathlet († 2006)
- 31. Januar: Cornelis Wijdekop, niederländischer Kanute († 2008)

### Februar
- 01. Februar: August Sturm, österreichischer Turner († 1990)
- 02. Februar: Heiner Fleischmann, deutscher Motorrad-Rennfahrer († 1963)
- 03. Februar: Luigina Perversi, italienische Turnerin († 1983)
- 03. Februar: Michael Reusch, Schweizer Turner († 1989)
- 04. Februar: Severino Compagnoni, italienischer Skilangläufer († 2006)
- 06. Februar: Walter Lütgehetmann, deutscher Karambolagespieler († 1967)
- 06. Februar: Jean Majerus, luxemburgischer Radrennfahrer († 1983)
- 06. Februar: Zdeněk Škrland, tschechoslowakischer Kanute († 1996)
- 06. Februar: Forrest Towns, US-amerikanischer Leichtathlet († 1991)
- 07. Februar: Friedel Schön, deutscher Motorradrennfahrer († 2005)
- 13. Februar: Susanne Pastoors, deutsche Leichtathletin († 1984)
- 15. Februar: Enzo Bartolini, italienischer Ruderer († 1998)
- 15. Februar: Aatos Lehtonen, finnischer Fußball-, Bandy-, Handball- und Basketballspieler und Fußballtrainer († 2005)
- 17. Februar: René Vietto, französischer Radrennfahrer († 1988)
- 19. Februar: Thelma Kench, neuseeländische Leichtathletin († 1985)
- 20. Februar: Arnold Denker, US-Schachgroßmeister († 2005)
- 23. Februar: Karl Lutz, österreichischer Boxer († unbekannt)
- 23. Februar: Theofiel Middelkamp, niederländischer Radsportler († 2005)
- 24. Februar: Virginia Giorgi, italienische Turnerin († 1991)
- 25. Februar: Hans Kuschke, deutscher Ruderer († 2003)
- 25. Februar: Tibor Ribényi, ungarischer Leichtathlet († 1981)
- 26. Februar: Fritz Landertinger, österreichischer Kanute († 1943)
- 28. Februar: Élie Bayol, französischer Automobilrennfahrer († 1995)

### März
- 01. März: Bianca Ambrosetti, italienische Turnerin († 1929)
- 01. März: Willy Bernath, Schweizer Skilangläufer († 1991)
- 01. März: Viljo Heino, finnischer Leichtathlet († 1998)
- 02. März: Louis Chaillot, französischer Radrennfahrer († 1998)
- 04. März: Gino Colaussi, italienischer Fußballspieler († 1991)
- 05. März: Salvatore Mastroieni, italienischer Leichtathlet († 1996)
- 08. März: Jim McMillin, US-amerikanischer Ruderer und Olympiasieger († 2005)
- 08. März: Hans Niclaus, deutscher Basketballspieler († 1997)
- 08. März: Hazdayi Penso, türkischer Basketballspieler († 1986)
- 08. März: Affonso Guimarães da Silva, brasilianischer Fußballspieler († 1997)
- 08. März: Frank Soo, englischer Fußballspieler († 1991)
- 14. März: Tage Møller, dänischer Radrennfahrer († 2006)
- 14. März: Vincenzo Pinton, italienischer Fechter († 1980)
- 15. März: Oscar Casanovas, argentinischer Boxer († 1987)
- 17. März: Sammy Baugh, US-amerikanischer American-Football-Spieler und -Trainer († 2008)
- 19. März: Jay Berwanger, US-amerikanischer Footballspieler († 2002)
- 19. März: Rita Vittadini, italienische Turnerin († 2000)
- 21. März: Charles Delporte, französischer Ringer († 1940)
- 23. März: Yaşar Alpaslan, türkischer Fußballspieler († 1995)
- 23. März: Max Stiepl, österreichischer Eisschnellläufer († 1992)
- 23. März: Bill Thomson, kanadischer Eishockeyspieler († 1993)
- 25. März: Daan Kagchelland, niederländischer Segler († 1998)
- 30. März: Charles Green, britischer Bobfahrer († 1999)
- 30. März: Paul Schweifer, österreichischer Boxer († 1941)
- 31. März: Jackie Gibson, südafrikanischer Leichtathlet († 1944)
- 31. März: Joseph Rantz, US-amerikanischer Ruderer († 2007)

### April
- 03. April: Birchall Pearson, kanadischer Leichtathlet († 1960)
- 05. April: Felice Borel, italienischer Fußballspieler († 1993)
- 09. April: Oita Kōichi, japanischer Fußballspieler († 1996)
- 10. April: Paul Russo, US-amerikanischer Automobilrennfahrer († 1976)
- 12. April: Gretel Bergmann, deutsche Hochspringerin († 2017)
- 13. April: Hennie Binneman, südafrikanischer Radrennfahrer († 1968)
- 14. April: James Haggarty, kanadischer Eishockeyspieler († 1998)
- 14. April: Wilhelm Hahnemann, österreichischer und deutscher Fußballspieler († 1991)
- 16. April: Ishizu Mitsue, japanische Leichtathletin († unbekannt)
- 17. April: Evelyn Furtsch, US-amerikanische Leichtathletin und Olympiasiegerin († 2015)
- 20. April: Carlo Biagi, italienischer Fußballspieler († 1986)
- 20. April: Otto Weiß, deutscher Eiskunstläufer († unbekannt)
- 21. April: Jean Goujon, französischer Radrennfahrer († 1991)
- 22. April: Sigurður Sigurðsson, isländischer Leichtathlet († 1982)
- 23. April: Erich Linnhoff, deutscher Leichtathlet († 2006)
- 23. April: Paul Nixon, US-amerikanischer Radrennfahrer († 2008)
- 24. April: János Bognár, ungarischer Radrennfahrer († 2004)
- 24. April: André Wollscheidt, luxemburgischer Boxer († 1995)
- 29. April: Werner Christen, Schweizer Hürdenläufer und Sprinter († 2008)
- 29. April: Erling Evensen, norwegischer Skilangläufer († 1998)
- 29. April: Cal Niday, US-amerikanischer Automobilrennfahrer († 1988)
- 000April: Domnitsa Lanitou-Kavounidou, zyprische Leichtathletin († 2011)

### Mai
- 01. Mai: Pierino Favalli, italienischer Radrennfahrer († 1986)
- 01. Mai: Rudolf Gellesch, deutscher Fußballspieler († 1990)
- 02. Mai: Jan de Looper, niederländischer Hockeyspieler († 1987)
- 03. Mai: Julio César Costemalle, uruguayischer Schwimmer und Wasserballspieler († unbekannt)
- 05. Mai: Elio Bavutti, italienischer Radrennfahrer († 1987)
- 05. Mai: Feng Nianhua, chinesischer Basketballspieler († unbekannt)
- 05. Mai: Paul Rowe, US-amerikanischer Eishockeyspieler († 1993)
- 07. Mai: Andreas Kupfer, deutscher Fußballspieler († 2001)
- 08. Mai: Norman Holroyd, britischer Gewichtheber († 2002)
- 10. Mai: Marcel Becquart, französischer Rallye- und Rundstreckenfahrer († 2010)
- 10. Mai: Werner Klaas, deutscher Fußballspieler († 1945)
- 10. Mai: Karl Sutter, deutscher Leichtathlet († 2003)
- 13. Mai: Joe Louis, US-amerikanischer Boxer († 1981)
- 15. Mai: Tenzing Norgay, nepalesisch-indischer Bergsteiger, Erstbesteiger des Mount Everest († 1986)
- 18. Mai: Marcel Bernard, französischer Tennisspieler († 1994)
- 18. Mai: Emmanuel „Toulo“ de Graffenried, Schweizer Automobilrennfahrer († 2007)
- 19. Mai: Václav Mottl, tschechoslowakischer Kanute († 1982)
- 20. Mai: Hideko Maehata, japanische Schwimmerin († 1995)
- 21. Mai: Erich Herrmann, deutscher Feldhandballspieler († 1989)
- 21. Mai: Edgar Reinhardt, deutscher Feldhandball- und Basketballspieler sowie Leichtathlet († 1985)
- 22. Mai: Ernst de Jonge, niederländischer Ruderer († 1944)
- 22. Mai: Maria Oversloot, niederländische Schwimmerin († 2009)
- 24. Mai: John Braspennincx, niederländischer Radrennfahrer († 2008)
- 26. Mai: Knud Aage Jacobsen, dänischer Radrennfahrer († 1987)
- 26. Mai: Erhard Weiß, deutscher Kunst- und Turmspringer († 1957)
- 28. Mai: Arnold Gerschwiler, Schweizer Eiskunstlauftrainer († 2003)
- 30. Mai: Paul Benthien, deutscher Tischtennisspieler († 1982)
- 30. Mai: Werner Meyer, Schweizer Handballspieler († 1985)

### Juni
- 11. Juni: Dogura Asa, japanische Leichtathletin († 2008)
- 12. Juni: Go Seigen, chinesischer Gospieler († 2014)
- 13. Juni: Jónas Halldórsson, isländischer Wasserballspieler und Schwimmer († 2005)
- 14. Juni: Henry Tiller, norwegischer Boxer († 1999)
- 15. Juni: Larbi Ben Barek, marokkanischer und französischer Fußballspieler († 1992)
- 15. Juni: Ladislav Troják, tschechoslowakischer Eishockeyspieler († 1948)
- 16. Juni: Sten-Olof Bolldén, schwedischer Schwimmer († 1940)
- 17. Juni: André Rasenberg, niederländischer Boxer († 1994)
- 20. Juni: Robert Moch, US-amerikanischer Ruderer († 2005)
- 23. Juni: James Worrall, kanadischer Leichtathlet und Sportfunktionär († 2011)
- 30. Juni: Adachi Kiyoshi, japanischer Leichtathlet († unbekannt)

### Juli
- 01. Juli: Christl Cranz, deutsche Skirennläuferin († 2004)
- 01. Juli: Oldřich Kučera, tschechoslowakischer Eishockeyspieler und -trainer († 1964)
- 02. Juli: Sveinn Ingvarsson, isländischer Leichtathlet († 2009)
- 03. Juli: Heinz Ditgens, deutscher Fußballspieler († 1998)
- 03. Juli: Carl Scarborough, US-amerikanischer Automobilrennfahrer († 1953)
- 06. Juli: Al Sellinger, US-amerikanischer Radrennfahrer († 1986)
- 08. Juli: Sven Johansson, schwedischer Radrennfahrer († 1982)
- 12. Juli: Edy Baumann, Schweizer Radrennfahrer († 1993)
- 12. Juli: Renato Olmi, italienischer Fußballspieler († 1985)
- 13. Juli: Sam Hanks, US-amerikanischer Automobilrennfahrer († 1994)
- 13. Juli: Trude Meyer, deutsche Kunstturnerin († 1999)
- 14. Juli: Ruth Litzig, deutsche Langstreckenschwimmerin († 1933)
- 14. Juli: Anna Luisa Tanzini, italienische Turnerin († unbekannt)
- 15. Juli: Josef Miner, deutscher Boxer († 1944)
- 15. Juli: Prinz Bira, thailändischer Automobilrennfahrer († 1985)
- 18. Juli: Gino Bartali, italienischer Radrennfahrer († 2000)
- 18. Juli: Oscar Heisserer, französischer Fußballspieler und -trainer († 2004)
- 18. Juli: Mack Robinson, US-amerikanischer Leichtathlet († 2000)
- 19. Juli: César Povolny, französischer Fußballspieler († unbekannt)
- 20. Juli: Hermann Lemp, deutscher Moderner Fünfkämpfer († 1943)
- 23. Juli: Alice Arden, US-amerikanische Leichtathletin († 2012)
- 23. Juli: Reidar Kvammen, norwegischer Fußballspieler († 1998)
- 26. Juli: Franz Bistricky, österreichischer Feldhandballspieler († 1975)
- 26. Juli: Chris Wheeler, australischer Radrennfahrer († 1984)
- 27. Juli: Giuseppe Baldo, italienischer Fußballspieler († 2007)
- 28. Juli: Louis Lecompte, kanadischer Eishockeyspieler († 1970)
- 29. Juli: Leopold Linhart, österreichischer Eiskunstläufer und Eiskunstlauftrainer († 1974)
- 30. Juli: Michael Morris, angloirischer Journalist und Sportfunktionär († 1999)
- 30. Juli: André Nocquet, französischer Meister der japanischen Kampfkunst Aikidō († 1999)

### August
- 02. August: Mustafa Mansour, ägyptischer Fußballtorhüter und -funktionär († 2002)
- 02. August: Ōe Sueo, japanischer Leichtathlet († 1941)
- 02. August: Emil Ratzenhofer, österreichischer Eiskunstläufer († 2005)
- 04. August: Olga Törös, ungarische Geräteturnerin († 2015)
- 05. August: Alfred Rieck, deutscher Ruderer († 2000)
- 06. August: Hubert Hammerschmidt, österreichischer Skisportler († 1994)
- 09. August: Alida de Vries, niederländische Leichtathletin († 2007)
- 12. August: Hans Theilig, deutscher Handballspieler († 1976)
- 14. August: Dieter Arend, deutscher Ruderer († unbekannt)
- 14. August: William Fritz, kanadischer Leichtathlet († 1995)
- 14. August: Karl Prochaska, österreichischer Eisschnellläufer († 1977)
- 15. August: Hubert Gad, polnischer Fußballspieler († 1939)
- 16. August: John Lysak, US-amerikanischer Kanute († 2020)
- 20. August: Sven Bergqvist, schwedischer Fußball- und Bandytorhüter sowie Eishockey- und Handballspieler († 1996)
- 21. August: Kurt Oleska, deutscher Basketballspieler († unbekannt)
- 21. August: Rolland Romero, US-amerikanischer Leichtathlet († 1975)
- 24. August: Rolf Holmberg, norwegischer Fußballspieler († 1979)
- 24. August: Wolfgang Kummer, deutscher Bobfahrer († 1988)
- 28. August: Per Gedda, schwedischer Segler († 2005)
- 30. August: Sydney Wooderson, britischer Mittelstreckenläufer († 2006)

### September
- 02. September: Robert Petersen, US-amerikanischer Eisschnellläufer († 2000)
- 05. September: Gerry Davey, britischer Eishockeyspieler und -schiedsrichter († 1977)
- 05. September: Juan Lavenás, argentinischer Leichtathlet († 1999)
- 05. September: Arthur Nash, kanadischer Eishockeytorhüter († 2000)
- 10. September: Erwin Reinhardt, deutscher Fußballspieler († unbekannt)
- 12. September: Edward O’Brien, US-amerikanischer Leichtathlet († 1976)
- 12. September: Jean Studer, Schweizer Leichtathlet († 2009)
- 14. September: Manlio Di Rosa, italienischer Fechter († 1989)
- 18. September: Léon Mart, luxemburgischer Fußballspieler († 1984)
- 20. September: Otto Przywara-Kutz, deutscher Schwimmer und Schwimmtrainer († 2000)
- 21. September: Matsunaga Akira, japanischer Fußballspieler († 1943)
- 22. September: Fritz Scheller, deutscher Radrennfahrer († 1997)
- 24. September: Margarethe Weikert, österreichische Skirennläuferin († unbekannt)
- 25. September: Helen Johns, US-amerikanische Schwimmerin († 2014)
- 25. September: Walter Mathä, österreichischer Boxer († unbekannt)
- 26. September: Fernanda Bullano, italienische Leichtathletin († 2003)
- 26. September: Achille Compagnoni, italienischer Bergsteiger († 2009)
- 26. September: Jack LaLanne, Begründer der US-Fitness-Bewegung († 2011)
- 30. September: Baby Ray, US-amerikanischer American-Football-Spieler († 1986)
- 000September: David Carstens, südafrikanischer Boxer († 1955)

### Oktober
- 01. Oktober: Lidia Bongiovanni, italienische Leichtathletin († 1998)
- 01. Oktober: Hans Leutelt, tschechoslowakischer Radrennfahrer († 1936)
- 01. Oktober: Karl Schmaderer, österreichischer Radrennfahrer († 2000)
- 01. Oktober: Philippus Vethaak, niederländischer Radrennfahrer († 1991)
- 03. Oktober: Paul Hänni, Schweizer Leichtathlet († 1996)
- 03. Oktober: Severino Rigoni, italienischer Radrennfahrer und Radsporttrainer († 1992)
- 04. Oktober: Adolf Scheffknecht, österreichischer Turner († 1941)
- 05. Oktober: Elfriede Kaun, deutsche Leichtathletin († 2008)
- 05. Oktober: Jack Medica, US-amerikanischer Schwimmer († 1985)
- 07. Oktober: Hans Marr, deutscher Skispringer († 1942)
- 07. Oktober: Georg von Metaxa, österreichischer Tennisspieler († 1944)
- 07. Oktober: Ben van der Voort, niederländischer Radrennfahrer († 2002)
- 10. Oktober: Mario Lanzi, italienischer Leichtathlet († 1980)
- 10. Oktober: Agostino Straulino, italienischer Segelsportler († 2004)
- 11. Oktober: Reuben Fine, US-amerikanischer Schachspieler und Psychoanalytiker († 1993)
- 13. Oktober: Cecil Matthews, neuseeländischer Leichtathlet († 1987)
- 14. Oktober: Richard Durrance, US-amerikanischer Skiläufer († 2004)
- 16. Oktober: Hans Bourquin, Schweizer Ruderer († 1998)
- 16. Oktober: Charles Catterall, südafrikanischer Boxer († 1966)
- 18. Oktober: István Angyal, ungarischer Schwimmer († 1980)
- 18. Oktober: Ewald Dytko, polnischer Fußballspieler († 1993)
- 19. Oktober: Charles Day, US-amerikanischer Ruderer († 1962)
- 19. Oktober: Leni Lohmar, deutsche Schwimmerin († 2006)
- 21. Oktober: Johann Houschka, österreichischer Feldhandballspieler († 1983)
- 22. Oktober: Pat Boot, neuseeländischer Leichtathlet († 1947)
- 22. Oktober: Delbert Lamb, US-amerikanischer Eisschnellläufer († 2010)
- 23. Oktober: Frank Kinard, US-amerikanischer American-Football-Spieler und -Trainer († 1985)
- 24. Oktober: Karl Kotratschek, österreichischer Leichtathlet († 1941)
- 24. Oktober: Gustav Nipkow, Schweizer Sportler († 1942)
- 26. Oktober: Joachim Pirsch, deutscher Ruderer († 1988)
- 27. Oktober: Ahmet Kireççi, türkischer Ringer († 1978)
- 27. Oktober: Herbert Schibukat, deutscher Eishockeyspieler und -trainer sowie Fußballspieler († 1999)
- 28. Oktober: Giuseppe Beviacqua, italienischer Leichtathlet († 1999)
- 000Oktober: Evžen Rošický, tschechoslowakischer Leichtathlet und Sportjournalist († 1942)

### November
- 01. November: Per Edfeldt, schwedischer Leichtathlet († 1988)
- 03. November: Tidye Pickett, US-amerikanische Leichtathletin († 1986)
- 04. November: Voldemar Mägi, estnischer Ringer († 1954)
- 10. November: Edmund Conen, deutscher Fußballspieler († 1990)
- 11. November: Dudley Wilkins, US-amerikanischer Leichtathlet († 1989)
- 12. November: Roberto Cavanagh, argentinischer Polospieler († 2002)
- 12. November: Sylvi Saimo, finnische Kanutin († 2004)
- 12. November: Peter Whitehead, englischer Formel-1-Rennfahrer († 1958)
- 14. November: Raúl Banfi, uruguayischer Fußballspieler († 1982)
- 15. November: Peter Lunn, britischer Skirennläufer († 2011)
- 23. November: Arnholdt Kongsgård, norwegischer Skispringer († 1991)
- 24. November: Hilde Bussmann, deutsche Tischtennisspielerin († 1988)
- 25. November: Joe DiMaggio, US-amerikanischer Baseballspieler († 1999)
- 30. November: Otto Heller, Schweizer Eishockeyspieler († unbekannt)
- 30. November: Nikolaos Syllas, griechischer Leichtathlet († 1986)

### Dezember
- 02. Dezember: Paavo Kuusinen, finnischer Radrennfahrer († 1979)
- 03. Dezember: Şeref Görkey, türkischer Fußballspieler, -trainer und -funktionär († 2004)
- 03. Dezember: Franz Haslberger, deutscher Skispringer († 1939)
- 03. Dezember: Kaisa Parviainen, finnische Leichtathletin († 2002)
- 03. Dezember: Philipp Schenk, deutscher Eishockeyspieler († unbekannt)
- 06. Dezember: Georg Wostal, polnischer Fußballspieler († 1991)
- 07. Dezember: Einari Teräsvirta, finnischer Turner († 1995)
- 09. Dezember: William Logan, US-amerikanischer Radrennfahrer († 2002)
- 09. Dezember: Jean Snella, französischer Fußballspieler und -trainer († 1979)
- 12. Dezember: Warren Chivers, US-amerikanischer Skisportler und Skisporttrainer († 2006)
- 13. Dezember: Ludwig Kaindl, deutscher Leichtathlet († 1995)
- 13. Dezember: Karl Wazulek, österreichischer Eisschnellläufer († 1958)
- 14. Dezember: Franc Palme, jugoslawischer Skispringer († 1946)
- 16. Dezember: Jim Courtright, kanadischer Leichtathlet († 2003)
- 24. Dezember: Alfred Dompert, deutscher Leichtathlet († 1991)
- 25. Dezember: Masuda Iwao, japanischer Leichtathlet († unbekannt)
- 28. Dezember: Dick Been, niederländischer Fußballspieler († 1978)
- 31. Dezember: Yrjö Nikkanen, finnischer Speerwerfer († 1985)
- 31. Dezember: Richard Webster, britischer Leichtathlet († 2009)

## Gestorben

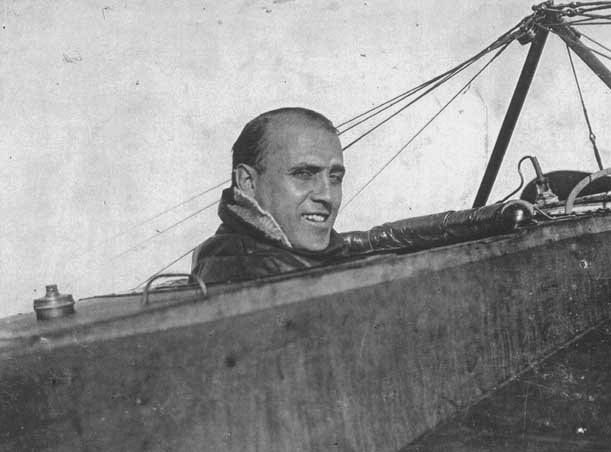
Jorge Newbery in seinem Flugzeug (um 1912/14)

### Februar
- 04. Februar: Frederick Lorz, US-amerikanischer Langstreckenläufer (* 1884)
- 24. Februar: Eugène Balme, französischer Sportschütze (* 1874)

### März
- 01. März: Jorge Newbery, argentinischer Luftfahrtpionier, Ingenieur, Wissenschaftler und Sportler (* 1875)

### Mai
- 09. Mai: Arthur Cumming, britischer Eiskunstläufer (* 1889)
- 11. Mai: Willy Pöge, deutscher Unternehmer, Pferde-, Rad- und Motorsportler (* 1869)

### Juli
- 01. Juli: Franz Suter, Schweizer Radrennfahrer (* 1890)
- 08. Juli: Julius Braathe, norwegischer Sportschütze (* 1874)

### August
- 09. August: Henri Bonnéfoy, französischer Sportschütze (* 1887)
- 21. August: Albert Werkmüller, deutscher Leichtathlet, Fußballspieler und Turner (* 1879)
- 22. August: Spencer Wishart, US-amerikanischer Automobilrennfahrer (* 1889)
- 30. August: Robert Merz, österreichischer Fußballspieler (* 1887)

### September
- 04. September: Oszkár Demján, ungarischer Schwimmer (* 1891)
- 04. September: Karl Franz, deutscher Fußballspieler (* 1892)
- 07. September: Alphonse Eggremont, französischer Turner (* 1888)
- 08. September: Johannes Schneider, deutscher Fußballspieler (* 1887)
- 09. September: Carl Goßler, deutscher Ruderer (* 1885)
- 10. September: Edvard Larsen, norwegischer Dreispringer (* 1881)
- 14. September: George Hutson, britischer Leichtathlet (* 1889)
- 15. September: Eduard von Lütcken, deutscher Vielseitigkeitsreiter (* 1882)
- 16. September: Louis Bach, französischer Fußballspieler (* 1883)
- 16. September: Pierre Peyrusson, französischer Schwimmer (* 1881)
- 19. September: Charles de Vendeville, französischer Wasserballspieler und Schwimmer (* 1882)
- 21. September: Leopold Mayer, österreichischer Schwimmer (* unbekannt)
- 29. September: Jean Bouin, französischer Leichtathlet, Weltrekordinhaber (* 1888)

### Oktober
- 09. Oktober: Georges de la Nézière, französischer Leichtathlet (* 1878)
- 11. Oktober: Camille Desmarcheliers, französischer Turner (* 1884)
- 15. Oktober: Lionel Hunter Escombe, britischer Tennisspieler (* 1876)
- 15. Oktober: Ludwig Sauerhöfer, deutscher Ringer (* 1883)
- 21. Oktober: Árpád Pédery, ungarischer Turner (* 1890)
- 21. Oktober: Franz Wathén, finnischer Eisschnellläufer (* 1878)
- 24. Oktober: Béla Zulawszky, ungarischer Fechter (* 1869)
- 25. Oktober: Hubert Hubert, französischer Turner (* 1882)

### November
- 07. November: Gerard Anderson, britischer Hürdenläufer (* 1889)
- 11. November: Ronald Brebner, englischer Fußballtorhüter (* 1891)
- 14. November: Joseph Decroze, französischer Kunstturner (* 1880)

### Dezember
- 01. Dezember: Erik Lindh, finnischer Segler (* 1865)
- 08. Dezember: Melchior Anderegg, Schweizer Bergsteiger und Bergführer (* 1828)
- 10. Dezember: Robert Williams, US-amerikanischer Bogenschütze (* 1841)
- 20. Dezember: Károly Rémi, ungarischer Wasserballspieler (* 1890)
- 31. Dezember: Jean Patou, belgischer Radrennfahrer (* 1878)